# International Tennis Hall of Fame
Az International Tennis Hall of Fame múzeum (Teniszhírességek csarnoka) az Amerikai Egyesült Államokbeli Newportban (Rhode Island) található. 1954-ben James (Jimmy) van Alen alapította a legkiemelkedőbb teniszjátékosok és a teniszsportért a legtöbbet tevő közreműködők emlékének ápolására.

## Története
A múzeum az 1880-ban Stanford White tervei alapján épült Newport Casino területén található. A múzeumot is magába foglaló épülethez több fedett és nyitott teniszpálya, köztük hagyományos füves pálya, tartozik. Itt rendezték meg 1881-ben az első amerikai teniszbajnokságot, és 1914-ig minden évben ez az esemény volt a Casino fő rendezvénye. Ezt követően 1967-ig a Newport Casino volt a neves Newport Invitational amatőr torna helyszíne, 1976-tól itt rendezik a Hall of Fame Championships tornát, amely az ATP Tour versenysorozat része, és az egyetlen füvön játszott torna Amerikában. 1954-ben itt alapította a korábbi többszörös teniszbajnok James van Allen, aki abban az időben a Casino igazgatója volt, a Hall of Fame teniszmúzeumot. A Teniszhírességek Csarnokát az Amerikai Teniszszövetség 1954-ben, a Nemzetközi Teniszszövetség (ITF) 1986-ban ismerte el, azóta viseli az International Tennis Hall of Fame nevet. Az első hírességeket 1955-ben választották, 2015-ben már 25 országból 243 tagja van.
A Teniszhírességek Csarnokának első nagykövetét 2015-ben választották meg a svájci Martina Hingis személyében.

## A múzeum kollekciója
A teniszmúzeum kiállítási területe 1200 m², amelyen hatalmas gyűjteményt mutatnak be emléktárgyakból, videókból, fényképekből, hangfelvételekből, teniszfelszerelésekből és ruházatból, trófeákból, és a tenisz történetét a kezdetektől a modern korig bemutató műalkotásokból.

## A Tagok
A Teniszhírességek Csarnoka tagjai két kategóriát alkotnak: a játékosok, valamint a közreműködők kategóriáját.

### A játékosok
| Név                              | Ország                                  | Kategória           | Bekerülés éve | Megj.   |
| -------------------------------- | --------------------------------------- | ------------------- | ------------- | ------- |
| Agassi, Andre                    | Amerikai Egyesült Államok               | Recent Player       | 2011          | [ 5 ]   |
| Akhurst, Daphne                  | Ausztrália                              | Master Player       | 2013          | [ 6 ]   |
| Anderson, James                  | Ausztrália                              | Master Player       | 2013          | [ 7 ]   |
| Alexander, Frederick "Fred"      | Amerikai Egyesült Államok               | Player              | 1961          | [ 8 ]   |
| Allison, Wilmer                  | Amerikai Egyesült Államok               | Player              | 1963          | [ 9 ]   |
| Alonso, Manuel                   | Spanyolország                           | Master Player       | 1977          | [ 10 ]  |
| Anderson, Malcolm                | Ausztrália                              | Master Player       | 2000          | [ 11 ]  |
| Ashe, Arthur                     | Amerikai Egyesült Államok               | Recent Player       | 1985          | [ 12 ]  |
| Atkinson, Juliette               | Amerikai Egyesült Államok               | Player              | 1974          | [ 13 ]  |
| Austin, Henry "Bunny"            | Nagy-Britannia                          | Master Player       | 1997          | [ 14 ]  |
| Austin, Tracy                    | Amerikai Egyesült Államok               | Recent Player       | 1992          | [ 15 ]  |
| Baddeley, Wilfred                | Nagy-Britannia                          | Master Player       | 2013          | [ 16 ]  |
| Barger-Wallach, Maud             | Amerikai Egyesült Államok               | Player              | 1958          | [ 17 ]  |
| Becker, Boris                    | Németország                             | Recent Player       | 2003          | [ 18 ]  |
| Behr, Karl                       | Amerikai Egyesült Államok               | Player              | 1969          | [ 19 ]  |
| Betz Addie, Pauline              | Amerikai Egyesült Államok               | Player              | 1965          | [ 20 ]  |
| Bingley Hillyard, Blanche        | Nagy-Britannia                          | Master Player       | 2013          | [ 21 ]  |
| Bjurstedt Mallory, Molla         | Norvégia/Amerikai Egyesült Államok      | Player              | 1958          | [ 22 ]  |
| Borg, Björn                      | Svédország                              | Recent Player       | 1987          | [ 23 ]  |
| Borotra, Jean                    | Franciaország                           | Master Player       | 1976          | [ 24 ]  |
| Bromwich, John                   | Ausztrália                              | Master Player       | 1984          | [ 25 ]  |
| Brookes, Norman                  | Ausztrália                              | Master Player       | 1977          | [ 26 ]  |
| Brough Clapp, Louise             | Amerikai Egyesült Államok               | Player              | 1967          | [ 27 ]  |
| Browne, Mary K.                  | Amerikai Egyesült Államok               | Player              | 1957          | [ 28 ]  |
| Brugnon, Jacques                 | Franciaország                           | Master Player       | 1976          | [ 29 ]  |
| Budge, John Donald "Don"         | Amerikai Egyesült Államok               | Player              | 1964          | [ 30 ]  |
| Bueno, Maria Esther              | Brazília                                | Recent Player       | 1978          | [ 31 ]  |
| Bundy Cheney, Dorothy            | Amerikai Egyesült Államok               | Master Player       | 2004          | [ 32 ]  |
| Cahill, Mabel                    | Írország                                | Player              | 1976          | [ 33 ]  |
| Campbell, Oliver                 | Amerikai Egyesült Államok               | Player              | 1955          | [ 34 ]  |
| Capriati, Jennifer               | Amerikai Egyesült Államok               | Recent Player       | 2012          | [ 35 ]  |
| Casals, Rosemary                 | Amerikai Egyesült Államok               | Recent Player       | 1996          | [ 36 ]  |
| Chance, Malcolm                  | Amerikai Egyesült Államok               | Player              | 1961          | [ 37 ]  |
| Chang, Michael                   | Amerikai Egyesült Államok               | Recent Player       | 2008          | [ 38 ]  |
| Clark, Clarence                  | Amerikai Egyesült Államok               | Master Player       | 1983          | [ 39 ]  |
| Clark, Joseph                    | Amerikai Egyesült Államok               | Player              | 1955          | [ 40 ]  |
| Clijsters, Kim                   | Belgium                                 | Recent Player       | 2017          | [ 41 ]  |
| Clothier, William                | Amerikai Egyesült Államok               | Player              | 1956          | [ 42 ]  |
| Cochet, Henri                    | Franciaország                           | Master Player       | 1976          | [ 43 ]  |
| Connolly Brinker, Maureen        | Amerikai Egyesült Államok               | Player              | 1968          | [ 44 ]  |
| Connors, James "Jimmy"           | Amerikai Egyesült Államok               | Player              | 1998          | [ 45 ]  |
| Cooper, Ashley                   | Ausztrália                              | Master Player       | 1991          | [ 46 ]  |
| Cooper Sterry, Charlotte         | Nagy-Britannia                          | Master Player       | 2013          | [ 47 ]  |
| Courier, Jim                     | Amerikai Egyesült Államok               | Recent Player       | 2005          | [ 48 ]  |
| Coyne Long, Thelma               | Ausztrália                              | Master Player       | 2013          | [ 49 ]  |
| Crawford, Jack                   | Ausztrália                              | Master Player       | 1979          | [ 50 ]  |
| Davenport, Lindsay               | Amerikai Egyesült Államok               | Recent Player       | 2014          | [ 51 ]  |
| Davidson, Owen                   | Ausztrália                              | Master Player       | 2010          | [ 52 ]  |
| Davidson, Sven                   | Svédország                              | Master Player       | 2007          | [ 53 ]  |
| Davis, Dwight F.                 | Amerikai Egyesült Államok               | Player              | 1956          | [ 54 ]  |
| Dod, Charlotte "Lottie"          | Nagy-Britannia                          | Player              | 1983          | [ 55 ]  |
| Doeg, John                       | Amerikai Egyesült Államok               | Player              | 1962          | [ 56 ]  |
| Doherty, Lawrence                | Nagy-Britannia                          | Player              | 1980          | [ 57 ]  |
| Doherty, Reggie                  | Nagy-Britannia                          | Player              | 1980          | [ 58 ]  |
| Douglass Chambers, Dorothea      | Nagy-Britannia                          | Player              | 1981          | [ 59 ]  |
| Drobný, Jaroslav                 | Egyiptom                                | Master Player       | 1983          | [ 60 ]  |
| Dürr, Françoise                  | Franciaország                           | Master Player       | 2003          | [ 61 ]  |
| Dwight, James                    | Amerikai Egyesült Államok               | Player              | 1955          | [ 62 ]  |
| Edberg, Stefan                   | Svédország                              | Recent Player       | 2004          | [ 63 ]  |
| Emerson, Roy                     | Ausztrália                              | Recent Player       | 1982          | [ 64 ]  |
| Etchebaster, Pierre              | Franciaország                           | Court Tennis Player | 1978          | [ 65 ]  |
| Evert, Christine "Chris"         | Amerikai Egyesült Államok               | Recent Player       | 1995          | [ 66 ]  |
| Falkenburg, Robert "Bob"         | Egyesült Államok/Brazília               | Player              | 1974          | [ 67 ]  |
| Fernández, Beatriz "Gigi"        | Amerikai Egyesült Államok(Puerto Rico)  | Recent Player       | 2010          | [ 68 ]  |
| Fraser, Neale                    | Ausztrália                              | Master Player       | 1984          | [ 69 ]  |
| Fry-Irvin, Shirley               | Amerikai Egyesült Államok               | Player              | 1970          | [ 70 ]  |
| Garland, Chuck                   | Amerikai Egyesült Államok               | Master Player       | 1969          | [ 71 ]  |
| Gibson, Althea                   | Amerikai Egyesült Államok               | Player              | 1971          | [ 72 ]  |
| Gimeno, Andres                   | Spanyolország                           | Master Player       | 2009          | [ 73 ]  |
| Gonzalez, Richard "Pancho"       | Amerikai Egyesült Államok               | Player              | 1968          | [ 74 ]  |
| Goolagong Cawley, Evonne         | Ausztrália                              | Recent Player       | 1988          | [ 75 ]  |
| Gore, Arthur                     | Nagy-Britannia                          | Master Player       | 2006          | [ 76 ]  |
| Graf, Stefanie "Steffi"          | Németország                             | Recent Player       | 2004          | [ 77 ]  |
| Grant, Bryan "Bitsy"             | Amerikai Egyesült Államok               | Master Player       | 1972          | [ 78 ]  |
| Hackett, Harold                  | Amerikai Egyesült Államok               | Player              | 1961          | [ 79 ]  |
| Hall, David                      | Ausztrália                              | Recent Player       | 2015          | [ 80 ]  |
| Hansell, Ellen                   | Amerikai Egyesült Államok               | Player              | 1965          | [ 81 ]  |
| Hard, Darlene                    | Amerikai Egyesült Államok               | Player              | 1973          | [ 82 ]  |
| Hart, Doris                      | Amerikai Egyesült Államok               | Player              | 1969          | [ 83 ]  |
| Haydon Jones, Ann                | Nagy-Britannia                          | Player              | 1985          | [ 84 ]  |
| Henin, Justine                   | Belgium                                 | Player              | 2016          | [ 85 ]  |
| Hingis, Martina                  | Svájc                                   | Recent Player       | 2013          | [ 86 ]  |
| Hoad, Lewis "Lew"                | Ausztrália                              | Master Player       | 1980          | [ 87 ]  |
| Hopman, Harry                    | Ausztrália                              | Master Player       | 1978          | [ 88 ]  |
| Hotchkiss Wightman, Hazel        | Amerikai Egyesült Államok               | Player              | 1957          | [ 89 ]  |
| Hovey, Frederick                 | Amerikai Egyesült Államok               | Master Player       | 1974          | [ 90 ]  |
| Hunt, Joseph "Joe"               | Amerikai Egyesült Államok               | Player              | 1966          | [ 91 ]  |
| Hunter, Frank                    | Amerikai Egyesült Államok               | Player              | 1961          | [ 92 ]  |
| Ivanišević, Goran                | Horvátország                            | Player              | 2020          | [ 93 ]  |
| Hull Jacobs, Helen               | Amerikai Egyesült Államok               | Player              | 1962          | [ 94 ]  |
| Johnston, William "Bill"         | Amerikai Egyesült Államok               | Player              | 1958          | [ 95 ]  |
| Jones Farquhar, Marion           | Amerikai Egyesült Államok               | Master Player       | 2006          | [ 96 ]  |
| Kafelnyikov, Jevgenyij           | Oroszország                             | Recent Player       | 2019          | [ 97 ]  |
| King, Billie Jean Moffitt        | Amerikai Egyesült Államok               | Recent Player       | 1987          | [ 98 ]  |
| Kodeš, Jan                       | Csehszlovákia                           | Recent Player       | 1990          | [ 99 ]  |
| Koželuh, Karel                   | Csehszlovákia                           | Master Player       | 2006          | [ 100 ] |
| Krahwinkel Sperling, Hilde       | Németország /Dánia                      | Master Player       | 2013          | [ 101 ] |
| Kramer, John Albert "Jack"       | Amerikai Egyesült Államok               | Player              | 1968          | [ 102 ] |
| Kuerten, Gustavo "Guga"          | Brazília                                | Recent Player       | 2012          | [ 103 ] |
| Lacoste, René                    | Franciaország                           | Master Player       | 1976          | [ 104 ] |
| Larned, William "Bill"           | Amerikai Egyesült Államok               | Player              | 1956          | [ 105 ] |
| Larsen, Arthur "Art"             | Amerikai Egyesült Államok               | Player              | 1969          | [ 106 ] |
| Laver, Rodney "Rod"              | Ausztrália                              | Recent Player       | 1981          | [ 107 ] |
| Lawford, Herbert                 | Nagy-Britannia                          | Master Player       | 2006          | [ 108 ] |
| Lendl, Ivan                      | Csehszlovákia/Amerikai Egyesült Államok | Recent Player       | 2001          | [ 109 ] |
| Lenglen, Suzanne                 | Franciaország                           | Master Player       | 1978          | [ 110 ] |
| Li Na                            | Kína                                    | Recent Player       | 2019          | [ 97 ]  |
| Lott, George                     | Amerikai Egyesült Államok               | Player              | 1964          | [ 111 ] |
| Mako, Constantine "Gene"         | Amerikai Egyesült Államok               | Master Player       | 1973          | [ 112 ] |
| Mandlíková, Hana                 | Csehszlovákia/Ausztrália                | Recent Player       | 1994          | [ 113 ] |
| Marble, Alice                    | Amerikai Egyesült Államok               | Player              | 1964          | [ 114 ] |
| Martínez, Conchita               | Spanyolország                           | Player              | 2020          | [ 115 ] |
| Mathieu, Simonne                 | Franciaország                           | Master Player       | 2006          | [ 116 ] |
| Mauresmo, Amélie                 | Franciaország                           | Recent Player       | 2015          | [ 117 ] |
| McEnroe, John                    | Amerikai Egyesült Államok               | Recent Player       | 1999          | [ 118 ] |
| McGregor, Kenneth "Ken"          | Ausztrália                              | Master Player       | 1999          | [ 119 ] |
| McKane Godfree, Kathleen "Kitty" | Nagy-Britannia                          | Master Player       | 1978          | [ 120 ] |
| McKinley, Charles Robert "Chuck" | Amerikai Egyesült Államok               | Recent Player       | 1986          | [ 121 ] |
| McLoughlin, Maurice              | Amerikai Egyesült Államok               | Player              | 1957          | [ 122 ] |
| McMillan, Frew                   | Dél-Afrika                              | Recent Player       | 1992          | [ 123 ] |
| McNeill, Don                     | Amerikai Egyesült Államok               | Recent Player       | 1965          | [ 124 ] |
| Moore, Elisabeth                 | Amerikai Egyesült Államok               | Master Player       | 1971          | [ 125 ] |
| Mortimer Barrett, Angela         | Nagy-Britannia                          | Master Player       | 1993          | [ 126 ] |
| Mulloy, Gardnar                  | Amerikai Egyesült Államok               | Recent Player       | 1972          | [ 127 ] |
| Murray, R. Lindley               | Amerikai Egyesült Államok               | Master Player       | 1958          | [ 128 ] |
| Năstase, Ilie                    | Románia                                 | Recent Player       | 1991          | [ 129 ] |
| Navratilova, Martina             | Csehszlovákia/Amerikai Egyesült Államok | Recent Player       | 2000          | [ 130 ] |
| Newcombe, John                   | Ausztrália                              | Recent Player       | 1986          | [ 131 ] |
| Noah, Yannick                    | Franciaország                           | Recent Player       | 2005          | [ 132 ] |
| Novotná, Jana                    | Cseh Köztársaság                        | Recent Player       | 2005          | [ 133 ] |
| Nüsslein, Hans                   | Németország                             | Master Player       | 2006          | [ 134 ] |
| Nuthall Shoemaker, Betty         | Nagy-Britannia                          | Master Player       | 1977          | [ 135 ] |
| Olmedo, Alex                     | Peru/Amerikai Egyesült Államok          | Master Player       | 1987          | [ 136 ] |
| Orantes, Manuel                  | Spanyolország                           | Master Player       | 2012          | [ 137 ] |
| Osborne duPont, Margaret         | Amerikai Egyesült Államok               | Recent Player       | 1967          | [ 138 ] |
| Osuna, Rafael                    | Mexikó                                  | Recent Player       | 1979          | [ 139 ] |
| Palfrey Danzig, Sarah            | Amerikai Egyesült Államok               | Player              | 1963          | [ 140 ] |
| Parker, Frank                    | Amerikai Egyesült Államok               | Player              | 1966          | [ 141 ] |
| Patterson, Gerald                | Ausztrália                              | Master Player       | 1989          | [ 142 ] |
| Patty, John Edward "Budge"       | Amerikai Egyesült Államok               | Recent Player       | 1977          | [ 143 ] |
| Pell, Theodore                   | Amerikai Egyesült Államok               | Master Player       | 1966          | [ 144 ] |
| Perry, Frederick "Fred"          | Nagy-Britannia                          | Master Player       | 1975          | [ 145 ] |
| Petra, Yvon                      | Franciaország                           | Master Player       | 2016          | [ 146 ] |
| Pettitt, Tom                     | Nagy-Britannia                          | Court Tennis Player | 1982          | [ 147 ] |
| Pierce, Mary                     | Franciaország                           | Recent Player       | 2019          | [ 97 ]  |
| Pietrangeli, Nicola              | Olaszország                             | Recent Player       | 1986          | [ 148 ] |
| Quist, Adrian                    | Ausztrália                              | Master Player       | 1984          | [ 149 ] |
| Rafter, Patrick "Pat"            | Ausztrália                              | Recent Player       | 2006          | [ 150 ] |
| Ralston, Dennis                  | Amerikai Egyesült Államok               | Recent Player       | 1987          | [ 151 ] |
| Renshaw, Ernest                  | Nagy-Britannia                          | Master Player       | 1983          | [ 152 ] |
| Renshaw, William                 | Nagy-Britannia                          | Master Player       | 1983          | [ 153 ] |
| Richards, Vincent                | Amerikai Egyesült Államok               | Player              | 1961          | [ 154 ] |
| Richey, Nancy                    | Amerikai Egyesült Államok               | Master Player       | 2003          | [ 155 ] |
| Riggs, Robert "Bobby"            | Amerikai Egyesült Államok               | Player              | 1967          | [ 156 ] |
| Roche, Anthony "Tony"            | Ausztrália                              | Recent Player       | 1986          | [ 157 ] |
| Roddick, Andy                    | Amerikai Egyesült Államok               | Recent Player       | 2017          | [ 41 ]  |
| Roosevelt, Ellen                 | Amerikai Egyesült Államok               | Master Player       | 1975          | [ 158 ] |
| Rose, Mervyn                     | Ausztrália                              | Master Player       | 2001          | [ 159 ] |
| Rosewall, Kenneth "Ken"          | Ausztrália                              | Recent Player       | 1980          | [ 160 ] |
| Round Little, Dorothy            | Nagy-Britannia                          | Master Player       | 1986          | [ 161 ] |
| Ryan, Elizabeth                  | Amerikai Egyesült Államok               | Master Player       | 1972          | [ 162 ] |
| Sabatini, Gabriela               | Argentína                               | Recent Player       | 2006          | [ 163 ] |
| Szafin, Marat                    | Oroszország                             | Recent Player       | 2016          | [ 164 ] |
| Sampras, Pete                    | Amerikai Egyesült Államok               | Recent Player       | 2007          | [ 165 ] |
| Sánchez Vicario, Arantxa         | Spanyolország                           | Recent Player       | 2007          | [ 166 ] |
| Santana, Manuel                  | Spanyolország                           | Recent Player       | 1984          | [ 167 ] |
| Savitt, Richard "Dick"           | Amerikai Egyesült Államok               | Recent Player       | 1976          | [ 168 ] |
| Schroeder, Frederick "Ted"       | Amerikai Egyesült Államok               | Player              | 1966          | [ 169 ] |
| Scriven, Margaret "Peggy"        | Nagy-Britannia                          | Master Player       | 2016          | [ 170 ] |
| Sears, Eleonora                  | Amerikai Egyesült Államok               | Master Player       | 1968          | [ 171 ] |
| Sears, Richard                   | Amerikai Egyesült Államok               | Player              | 1955          | [ 172 ] |
| Sedgman, Frank                   | Ausztrália                              | Master Player       | 1979          | [ 173 ] |
| Segura, Pancho                   | Ecuador                                 | Master Player       | 1984          | [ 174 ] |
| Seixas, Elias Victor "Vic"       | Amerikai Egyesült Államok               | Recent Player       | 1971          | [ 175 ] |
| Szeles, Mónika                   | Jugoszlávia/Amerikai Egyesült Államok   | Recent Player       | 2009          | [ 176 ] |
| Shields, Frank                   | Amerikai Egyesült Államok               | Player              | 1964          | [ 177 ] |
| Shriver, Pamela "Pam"            | Amerikai Egyesült Államok               | Recent Player       | 2002          | [ 178 ] |
| Slocum, Henry                    | Amerikai Egyesült Államok               | Player              | 1955          | [ 179 ] |
| Smith, Stanley "Stan"            | Amerikai Egyesült Államok               | Recent Player       | 1987          | [ 180 ] |
| Smith Court, Margaret            | Ausztrália                              | Recent Player       | 1979          | [ 181 ] |
| Snow, Randy                      | Amerikai Egyesült Államok               | Recent Player       | 2012          | [ 182 ] |
| Stich, Michael                   | Németország                             | Recent Player       | 2018          | [ 183 ] |
| Stolle, Frederick "Fred"         | Ausztrália                              | Recent Player       | 1985          | [ 184 ] |
| Suková, Helena                   | Csehszlovákia/Csehország                | Recent Player       | 2018          | [ 185 ] |
| Sutton Bundy, May                | Amerikai Egyesült Államok               | Player              | 1956          | [ 186 ] |
| Talbert, William "Bill"          | Amerikai Egyesült Államok               | Player              | 1967          | [ 187 ] |
| Tilden, William "Bill"           | Amerikai Egyesült Államok               | Player              | 1959          | [ 188 ] |
| Townsend Toulmin, Bertha         | Amerikai Egyesült Államok               | Master Player       | 1974          | [ 189 ] |
| Trabert, Anthony "Tony"          | Amerikai Egyesült Államok               | Recent Player       | 1970          | [ 190 ] |
| Turner Bowrey, Lesley            | Ausztrália                              | Master Player       | 1997          | [ 191 ] |
| Van Ryn, John                    | Amerikai Egyesült Államok               | Player              | 1963          | [ 192 ] |
| Vandierendonck, Chantal          | Hollandia                               | Recent Player       | 2014          | [ 193 ] |
| Vilas, Guillermo                 | Argentína                               | Recent Player       | 1991          | [ 194 ] |
| Vines, Henry Ellsworth           | Amerikai Egyesült Államok               | Player              | 1962          | [ 195 ] |
| von Cramm, Gottfried             | Németország                             | Master Player       | 1977          | [ 196 ] |
| Wade, Virginia                   | Nagy-Britannia                          | Recent Player       | 1989          | [ 197 ] |
| Wagner, Marie                    | Amerikai Egyesült Államok               | Master Player       | 1969          | [ 198 ] |
| Ward, Holcombe                   | Amerikai Egyesült Államok               | Player              | 1956          | [ 199 ] |
| Washburn, Watson                 | Amerikai Egyesült Államok               | Player              | 1965          | [ 200 ] |
| Whitman, Malcolm                 | Amerikai Egyesült Államok               | Player              | 1955          | [ 201 ] |
| Wilander, Mats                   | Svédország                              | Recent Player       | 2002          | [ 202 ] |
| Wilding, Anthony "Tony"          | Új-Zéland                               | Master Player       | 1978          | [ 203 ] |
| Williams, Richard                | Amerikai Egyesült Államok               | Player              | 1957          | [ 204 ] |
| Wills Moody Roark, Helen         | Amerikai Egyesült Államok               | Player              | 1959          | [ 205 ] |
| Wood, Sidney                     | Amerikai Egyesült Államok               | Player              | 1964          | [ 206 ] |
| Woodbridge, Todd                 | Ausztrália                              | Recent Player       | 2010          | [ 207 ] |
| Woodforde, Mark                  | Ausztrália                              | Recent Player       | 2010          | [ 208 ] |
| Wrenn, Robert "Bob"              | Amerikai Egyesült Államok               | Player              | 1955          | [ 209 ] |
| Wright, Beals                    | Amerikai Egyesült Államok               | Player              | 1956          | [ 210 ] |
| Wynne Bolton, Nancye             | Ausztrália                              | Master Player       | 2006          | [ 211 ] |
| Zvereva, Natalya "Natasha"       | Fehéroroszország                        | Recent Player       | 2010          | [ 212 ] |

- Megjegyzés: 1992-ben Bob Hewitt bekerült a Teniszhírességek Csarnoka tagjai közé, de 2012-ben határozatlan időre felfüggesztették, majd 2016-ban törölték a tagok közül, mert a bíróság elítélte fiatalkorú lányok elleni nemi erőszakért.[213]

### A közreműködők
| Név                       | Szül. idő | Ország                    | Taggá választás | Megj.   |
| ------------------------- | --------- | ------------------------- | --------------- | ------- |
| Adams, Russ               | 1930–     | Amerikai Egyesült Államok | 2007            | [ 214 ] |
| Adee, George              | 1874–1948 | Amerikai Egyesült Államok | 1964            | [ 215 ] |
| Baker, Lawrence           | 1890–1980 | Amerikai Egyesült Államok | 1975            | [ 216 ] |
| Barrett, John             | 1931–     | Nagy-Britannia            | 2014            | [ 217 ] |
| Bollettieri, Nick         | 1931–     | Amerikai Egyesült Államok | 2014            | [ 218 ] |
| Braden, Vic               | 1929–2014 | Amerikai Egyesült Államok | 2017            | [ 41 ]  |
| Brown Grimes, Jane        |           | Amerikai Egyesült Államok | 2014            | [ 219 ] |
| Buchholz, Jr., Earl       | 1940–     | Amerikai Egyesült Államok | 2005            | [ 220 ] |
| Chatrier, Philippe        | 1926–2000 | Franciaország             | 1992            | [ 221 ] |
| Clerici, Gianni           | 1930–     | Olaszország               | 2006            | [ 222 ] |
| Collins, Arthur "Bud"     | 1929–2016 | Amerikai Egyesült Államok | 1994            | [ 223 ] |
| Cullman III, Joseph       | 1912–2004 | Amerikai Egyesült Államok | 1990            | [ 224 ] |
| Danzig, Allison           | 1898–1987 | Amerikai Egyesült Államok | 1968            | [ 225 ] |
| Davies, Michael           | 1936–     | Wales                     | 2012            | [ 226 ] |
| David, Herman             | 1905–1974 | Nagy-Britannia            | 1998            | [ 227 ] |
| Dell, Donald              | 1937–     | Amerikai Egyesült Államok | 2009            | [ 228 ] |
| Drysdale, Cliff           | 1941-     | Dél-Afrika                | 2013            | [ 229 ] |
| Flink, Steve              | 1953–     | Amerikai Egyesült Államok | 2017            | [ 41 ]  |
| Gray, David               | 1927–1983 | Nagy-Britannia            | 1985            | [ 230 ] |
| Griffin, Clarence         | 1888–1973 | Amerikai Egyesült Államok | 1970            | [ 231 ] |
| Gustav V of Sweden        | 1858–1950 | Svédország                | 1980            | [ 232 ] |
| Hardwick, Derek           | 1921–1987 | Nagy-Britannia            | 2010            | [ 233 ] |
| Heldman, Gladys           | 1922–2003 | Amerikai Egyesült Államok | 1979            | [ 234 ] |
| Hester, William           | 1912–1993 | Amerikai Egyesült Államok | 1981            | [ 235 ] |
| Hunt, Lamar               | 1932–2006 | Amerikai Egyesült Államok | 1993            | [ 236 ] |
| Johnson, Robert           | 1899–1971 | Amerikai Egyesült Államok | 2009            | [ 237 ] |
| Jones, Perry              | 1890–1970 | Amerikai Egyesült Államok | 1970            | [ 238 ] |
| Kelleher, Robert          | 1913–2012 | Amerikai Egyesült Államok | 2000            | [ 239 ] |
| Kellmeyer, Fern "Peachy"  | 1944–     | Amerikai Egyesült Államok | 2011            | [ 240 ] |
| Laney, Al                 | 1895–1988 | Amerikai Egyesült Államok | 1979            | [ 241 ] |
| Martin, Alastair          | 1915–2010 | Amerikai Egyesült Államok | 1973            | [ 242 ] |
| Maskell, Dan              | 1908–1992 | Nagy-Britannia            | 1996            | [ 243 ] |
| McChesney Martin, William | 1906—1998 | Amerikai Egyesült Államok | 1982            | [ 244 ] |
| McCormack, Mark           | 1930–2003 | Amerikai Egyesült Államok | 2008            | [ 245 ] |
| Myrick, Julian            | 1880–1969 | Amerikai Egyesült Államok | 1963            | [ 246 ] |
| Nielsen, Arthur           | 1923–1980 | Amerikai Egyesült Államok | 1971            | [ 247 ] |
| Outerbridge, Mary         | 1852–1886 | Amerikai Egyesült Államok | 1979            | [ 248 ] |
| Parks, Brad               | 1957–     | Amerikai Egyesült Államok | 2010            | [ 249 ] |
| Pasarell, Charlie         | 1944–     | Amerikai Egyesült Államok | 2013            | [ 250 ] |
| Scott, Eugene "Gene"      | 1937–2006 | Amerikai Egyesült Államok | 2008            | [ 251 ] |
| Tingay, Lance             | 1915–1990 | Nagy-Britannia            | 1982            | [ 252 ] |
| Tinling, Ted              | 1910–2000 | Nagy-Britannia            | 1986            | [ 253 ] |
| Ţiriac, Ion               | 1939-     | Románia                   | 2013            | [ 254 ] |
| Tobin, Brian              | 1930–     | Ausztrália                | 2003            | [ 255 ] |
| Van Alen, James           | 1902–1991 | Amerikai Egyesült Államok | 1965            | [ 256 ] |
| Wingfield, Walter Clopton | 1833–1912 | Nagy-Britannia            | 1997            | [ 257 ] |

### Nagykövetek
| Név             | Ország | Kinevezés | Megj.   |
| --------------- | ------ | --------- | ------- |
| Hingis, Martina | Svájc  | 2015      | [ 258 ] |

### Országok szerint
| Ország                           | # tagok száma |
| -------------------------------- | ------------- |
| Amerikai Egyesült Államok        | 135           |
| Ausztrália                       | 32            |
| Egyesült Királyság               | 30            |
| Franciaország                    | 12            |
| Csehszlovákia · Cseh Köztársaság | 6             |
| Spanyolország                    | 6             |
| Svédország                       | 5             |
| Németország                      | 5             |
| Argentína                        | 2             |
| Belgium                          | 2             |
| Brazília                         | 2             |
| Olaszország                      | 2             |
| Oroszország                      | 2             |
| Dél-afrikai Köztársaság          | 2             |
| Románia                          | 2             |
| Fehéroroszország                 | 1             |
| Ecuador                          | 1             |
| Egyiptom                         | 1             |
| Hollandia                        | 1             |
| Horvátország                     | 1             |
| Írország                         | 1             |
| Kína                             | 1             |
| Mexikó                           | 1             |
| Norvégia                         | 1             |
| Peru                             | 1             |
| Puerto Rico                      | 1             |
| Svájc                            | 1             |
| Szerbia · Jugoszlávia            | 1             |
| Új-Zéland                        | 1             |

## Kapcsolódó szócikk
- Campbell’s Hall of Fame Championships